# William Marsden
William Baines Marsden (Southport, Merseyside, 1860 - Sleaford, Lincolnshire, 10 de maig de 1942) va ser un tirador anglès que va competir a principis del segle xx.
El 1908 va prendre part en els Jocs Olímpics de Londres, on guanyà la medalla de bronze en la prova de la carrabina, blanc mòbil del programa de tir.